# 永昌钟鼓楼
永昌钟鼓楼，位于中华人民共和国甘肃省金昌市永昌县的县城中心，建成于明代万历十五年（1587年），在清朝曾有多次修缮，古浪大地震中被严重震损，后于中华人民共和国成立之后受过多次修缮。该楼通体高24.5米，可分为台基和楼体两个部分。2006年，永昌钟鼓楼被列为全国重点文物保护单位。

## 历史
永昌钟鼓楼位于永昌县城中心，又名声教楼。该楼于明代万历初年始建，并于万历十五年（1587年）建成。此后该楼曾于清朝顺治年间和乾隆二十二年（1767年）进行过修缮，但也曾经历过多次地震。1927年的古浪大地震中，该楼部分构件断裂脱卯，楼体倾斜并出现下陷:205-207。中华人民共和国成立后，文物部门曾对该楼进行过多次维修。1981年，永昌钟鼓楼被列为甘肃省文物保护单位。1984年，永昌县人民政府对钟鼓楼进行了落架重修，该次施工自1984年6月开始，历时两年完成，共计花费经费53万元，其中1万元为民间筹措。这次维修基本恢复了该楼始建时的样貌，并重新配置了铁铸大钟和大鼓:746-747。2006年，永昌钟鼓楼被列为全国重点文物保护单位。2015年6月，永昌钟鼓楼正式开始修缮施工，预计将于2016年6月完工。

## 结构
永昌钟鼓楼通高24.5米，共分为台基与楼体两个部分。台基呈方形，底边宽22米，高7.2米，整体为夯土版筑，外表以明式砖作为护壁，中心留有拱洞可供正东、正西、正南、正北四个方向穿行而过。各个拱洞外侧上方各有一块砖刻额匾，其中东侧为“大观”、南侧为“迎薰”、西侧为“宁远”、北侧为“镇朔”。台基顶部的四边均建有女儿墙，该墙为青砖质地，高1.5米。台基的西北侧建有可供登顶的砖台，台基上方置有一口高1.35米、口径1.1米、重1吨的铁铸大钟。楼体位于台基正上方，为木质结构，为两层三檐的重檐盝顶式建筑。其中底层面阔三间，进深三间，内有一面直径1.36米的大鼓。四面正中设有格扇门，并建有厚边墙，墙连接四角的承重柱。顶部为双翘单昂斗拱。第二层也为面阔三间、进深三间，层檐和檐柱向内收缩，四面檐下设置有相互通联的望台围栏。此外四面还各设置有三块匾额均呈上中下式排列。其中东侧为“丽日摩云”、“民淳俗美”、“金阙迎恩”；南面为“文运天开”、“魁壁联辉”、“云锦天香”；西面为“中天一柱”、“怀柔西域”、“玉关通道”；北面为“声闻四达”、“保障金川”、“威宣沙漠”。顶层上方为盝顶式屋顶，盝顶上方为八卦式宝顶。:206-207:746-747